# Freedom Jazz Dance
Freedom Jazz Dance ist eine Funkjazz-Komposition, die Eddie Harris 1965 geschrieben hat. Das Stück, „ein Symbol der progressiven schwarzen Musik der späten sechziger Jahre zwischen Free Jazz und Soulfunk“, entwickelte sich rasch zu einem Jazzstandard. Sowohl Eddie Jefferson (1974) als auch Jay Leonhart (1988) und Ben Sidran (2000) schrieben später Texte zum Song.

## Die Komposition
Das Thema besteht in der ursprünglichen Version aus zwei zweitaktigen und einer viertaktigen Phrase (gefolgt von einem Schlagzeug-Break) und ist fast durchweg in Achtelnoten geschrieben, die in Quint- und Quartintervallen gehalten sind. Obwohl das Thema insgesamt in B-Moll steht, wirken „diese spröden, raschen Intervallsprünge“ im Verein mit der nicht wechselnden Harmonie „eher kantig-abstrakt“. An dieses Thema in seiner ungewöhnlichen 10-taktigen Form schließt sich eine achttaktige, bluesige Improvisation an. Entsprechend wies Leonard Feather darauf hin, dass es sich um ein „zukunftsorientiertes“ Stück handele, das von den „neuesten Entwicklungen im Jazz“ beeinflusst sei und an Ornette Coleman erinnere.

## Einspielungen durch Harris
Der Freedom Jazz Dance wurde am 30. August 1965 eingespielt (mit Cedar Walton, Ron Carter, Billy Higgins und Trompeter Ray Codrington) und zunächst auf dem Harris-Album The In Sound (Atlantic LP 1448, 1965) veröffentlicht; dort fungiert es als Schlussnummer. Eine bearbeitete Fassung wurde auf einer Single (Atlantic 5057) ausgekoppelt.
Harris spielte das Stück auch später häufig in seinen Live-Programmen und entwickelt es zum Fusion Jazz Dance weiter. 1994 machte er auf dem Studioalbum Freedom Jazz Dance einen Remake. Am 14. März 1996 nahm Harris mit der WDR Big Band Köln seine letzte Version des Stückes auf.

## Weitere Versionen
Freedom Jazz Dance wurde von Miles Davis bereits im Folgejahr auf seinem Album Miles Smiles interpretiert. Der Trompeter interpretierte die stehende Harmonie als modale Vorgabe, vermied jegliches Funk-Feeling und dehnte das Thema durch Pausen und Streckungen auf 16 Takte aus. In dieser Form wurde das Thema zum „Standard der Fusion-Ära“, etwa auf Infinite Search, dem ersten Album von Miroslav Vitouš (1969) oder auch bei Brian Auger (1973). Auch Vokalist Eddie Jefferson orientierte sich an dieser Fassung, die er durch eigene Ideen verfeinerte. Don Ellis übernahm das Stück ins Repertoire seiner Bigband (Live In 3 and 2/3/4 Time), wählte allerdings einen 7/4-Takt. Passport veröffentlichte das Stück auf dem Album Doldinger Jubilee Concert.
1999 interpretierte das Ethnic Heritage Ensemble das Stück gemeinsam mit Fareed Haque auf seinem gleichnamigen Album Freedom Jazz Dance Eine weitere Version nahm Nils Landgren im Jahr 2003 mit seiner Funk Unit auf dem Album Fonk da World auf.